# Benedetto Fioretti
Benedetto Fioretti (alias Udeno Nisiely, né le 18 octobre 1579 à Mercatale, †  le 30 juin 1642 à Florence) était un écrivain, un poète et un philologue italien de la fin du XVIe et du début du XVIIe siècle.

## Biographie
Né à Mercatale, dans le Diocèse de Pistoia, en 1579, Benedetto Fioretti parvint jusqu'à sa trentième année sans avoir encore songé à son instruction ; ce ne fut qu'à cet âge, qu'il sentit le besoin d'apprendre quelque chose. Dès lors l'étude lui inspira autant de passion qu'elle lui avait inspiré jusque là d'indifférence. Au bout de dix-huit ans il avait lu tous les classiques toscans, grecs et latins ; il en avait recueilli tout ce qui lui paraissait le plus important, et il en fit le sujet de ses Proginnasmi poetici, dont il publia successivement cinq volumes. Il y entreprend d'apprécier ou de critiquer quelques passages des écrivains les plus accrédités ; ce qui lui fournit souvent l'occasion de traiter les questions les plus importantes relatives à la poétique, et quelquefois même à la rhétorique et à la grammaire. Il prit le nom d'Udeno Nisiely, composé de trois mots, le premier grec, le second latin, le troisième hébreu, signifiant : d'aucun autre que de Dieu. Il se donna aussi le surnom d'Apathiste, ou de philosophe sans passion ; ce qui annonçait l'indépendance et l'impartialite que devait professer tout homme qui s'exerce dans la critique littéraire. Il osa déprécier le style didactique de Platon et des écrivains anciens et modernes qui l'ont imité. Antonio Maria Salvini, défenseur passionné de Platon, fut si scandalisé de celle critique, qu'il ne craignit pas d'avancer que Fioretti ne savait point le grec ; mais les analyses comparatives que donne ce dernier, des Poètes grecs et latins, et les jugemens qu'il en porte, prouvent au contraire qu'il savait bien cette langue. Ce qu'il importe le plus de remarquer, c'est que la critique que Fioretti faisait de Platon était plus juste que l'apologie de Salvini. Presque tous les littérateurs des siecles précédens croyaient ne pouvoir mieux traiter les sujets didactiques, qu'en les exposant, à l'instar de Platon de Xénophon et de Cicéron, Sous la forme da dialogue. Fioretti fut le premier qui se déclara contre cette méthode, qu'il regardait comme irrégulière, donnant lieu à des redondances ennuyeuses, et qui faisait, disait-il, tourner l'entendement autour d'un but quelconque, sans pu'il pût jamais l'atteindre. Zeno et plusieurs autres ont déclamé longtemps après contre cette prétendue hérésie littéraire ; mais la postérité plus éclairée a rendu justice à Fioretti, dont l'opinion était plus exacte et plus philosophique. Cet écrivain allait plus loin encore : il ne pouvait tolérer cette verbeuse prolixité que les Italiens, et surtout les Florentins de son temps, semblaient affectionner. Fioretti s'éleva plus que tout autre contre cette manière qui avait énervé le langage concis et énergique de Dante, de Pétrarque et de Machiavel, et qui enfantait des volumes de mots vides de sens. La précision était pour lui la qualité la plus recommandable du discours.
D'après ce que nous venons d'observer, on aurait bien tort de regarder Fioretti comme un grammairien ordinaire. Hardi et indépendant, il traite Aristote comme il avait traité Platon ; il attaque aussi L'Arioste et d'autres écrivains respectés comme classiques. Quoique Fioretti ait quelquefois excédé les bornes de la critique, il cherchait souvent, dans les véritables sources de la passion et du sentiment, cette raison supréme qui devrait sanctionner les regles de I'éloquence et da goût. Ainsi il a contribué au développement de l'esthétique. Fioretti fut le cinquieme prieur ou président de l'Académie des Apathistes. Il mourut à Florence le 30 juin 1642.

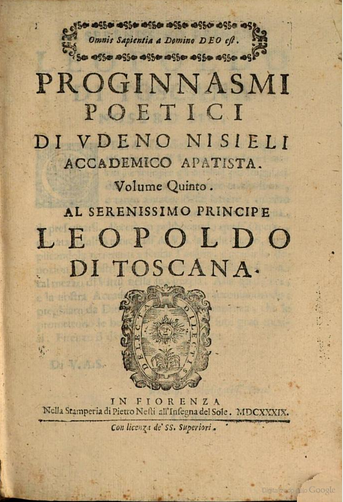
Proginnasmi poetici, 1639.

Agostino Coltellini, à qui l'Académie des Apathistes devait son origine, publia ses additions aux Proginnasmi, et vers la fin du siècle on fit une nouvelle édition complète de cet ouvrage.

## Œuvres
- Polifemo Briaco, Florence, 1627
- Proginnasmi poetici, vol. 1, Florence, appresso Zanobi Pignoni, 1620 (lire en ligne)
- Proginnasmi poetici, vol. 2, Florence, appresso Zanobi Pignoni, 1620 (lire en ligne)
- Proginnasmi poetici, vol. 3, Florence, appresso Zanobi Pignoni, 1627 (lire en ligne)
- Proginnasmi poetici, vol. 4, Florence, nella Stamperia di Zanobi Pignoni, 1638 (lire en ligne)
- Proginnasmi poetici, vol. 5, Florence, nella stamperia di Pietro Nesti all'insegna del Sole, 1639 (lire en ligne)
- Esercizi morali, 1633 (lire en ligne)
- Rimario e Sillabario, Florence, per Zanobi Pignoni, 1641 (lire en ligne)